# Reserva índia San Xavier
La reserva índia San Xavier (o'odham: Wa:k) es troba vora Tucson, Arizona al Desert de Sonora. És una petita secció de la reserva índia Tohono O'odham, la llar de la tribu reconeguda federalment Nació Tohono O'odham.
La Reserva de San Xavier es troba a la part sud-oest de l'àrea metropolitana de Tucson i té una superfície de 288,895 km², al voltant del 2,5 per cent del territori de la reserva Tohono O'odham. Tenia una població segons el cens dels Estats Units del 2000 de 2.053 persones, el 19 per cent de la població Tohono O'odham.

## Missió
La reserva és la llar d'una missió espanyola, la missió de San Xavier del Bac, que va ser construïda entre 1783 i 1797. És un Monument Històric Nacional, i ha estat en ús continu durant més de 200 anys. Va ser construïda per treballadors Tohono O'odham.

## Joc
La tribu també gestiona tres casinos, dos dels quals són a la secció de la reserva San Xavier. Les instal·lacions del casino, conegut com el Desert Diamond i Golden Ha:ṣañ, té màquines escurabutxaques, jocs de taula, blackjack i altres formes de joc d'aposta. També hi ha un buffet. La instal·lació també compta amb un teatre per a espectacles en viu.